# Bocus angusticollis
Bocus angusticollis là một loài nhện trong họ Salticidae.
Loài này thuộc chi Bocus. Bocus angusticollis được Christa L miêu tả năm 2003. Deeleman-Reinhold & Floren.